# 欒鳳
欒鳳（？—1363年），江蘇高郵人，元末明初军事将领。
其善于行事。早年跟从朱元璋，当时张士信进攻，其与謝再興守卫，屡次出奇兵获胜。当时其部队在杭州进行商品买卖，后朱元璋指责其暴露军队虚实，于是召还，而任參軍李夢庚统领部队。后念其功劳，命朱文正娶其长女，徐达娶其幼女，并恢复其职务。当时謝再興埋怨李夢庚位居其上，后被欒鳳捆绑。謝再興于是叛变，杀死欒鳳、李夢庚，并投降张士诚。当时朱元璋以謝再興屡有战功，叛变并非其志，于是欒鳳、李夢庚都不得抚恤。